# Pithecellobium halogenes
Pithecellobium halogenes är en ärtväxtart som beskrevs av Paul Carpenter Standley. Pithecellobium halogenes ingår i släktet Pithecellobium och familjen ärtväxter. Inga underarter finns listade i Catalogue of Life.